# Stemma del Turkmenistan
Lo stemma del Turkmenistan (Türkmenistanyň gerbi) è il simbolo ufficiale del paese, adottato nel 1991.

## Descrizione
Consiste nel simbolo islamico del Rub' al-Hizb verde con bordi dorati al centro del quale, tra due spighe di grano e una mezzaluna con alcune stelle, si trova un disco la cui parte esterna rossa riporta cinque trame di tappeto (simbolo delle cinque maggiori tribù), mentre all'interno è raffigurato un cavallo Akhal-Teke in un cerchio blu.